# Otto Schell
Pour les articles homonymes, voir Schell.
Otto Wilhelm Schell (9 juillet 1895 à Altendorf, aujourd’hui quartier d’Essen – 2 septembre 1944 en Roumanie) est un Generalmajor allemand qui a servi au sein de la Heer (Bundeswehr) dans la Wehrmacht pendant la Seconde Guerre mondiale.
Il a été récipiendaire de la Croix de chevalier de la Croix de fer. Cette décoration est attribuée pour récompenser un acte d'une extrême bravoure sur le champ de bataille ou un commandement militaire avec succès.

## Biographie
Otto Schell s'engage le 2 août 1914 comme volontaire de guerre dans l'armée prussienne. Ce fils d'instituteur rejoint le 8e régiment de cuirassiers (de). 
Otto Schell est tué le 2 septembre 1944 en Roumanie. Il est promu à titre posthume au grade Generalmajor.

## Décorations
- Croix de fer (1914)
  - 2e Classe
  - 1re Classe
- Croix d'honneur pour combattant 1914-1918
- Agrafe de la Croix de fer (1939)
  - 2e Classe
  - 1re Classe
- Croix de chevalier de la Croix de fer
  - Croix de chevalier le 19 novembre 1941 en tant que Major et commandant du III./Infanterie-Regiment 39[1]